# Anta Grande da Comenda da Igreja
A Anta Grande da Comenda da Igreja, ou a Anta Grande da Herdade da Igreja, é um monumento funerário megalítico na freguesia de Nossa Senhora do Bispo, no município de Montemor-o-Novo, na região centro-alentejana de Portugal continental.
A Anta Grande da Comenda da Igreja está classificada como Monumento Nacional desde 1936.

## História
Entre o 4º milénio aC e o meio do 3º milénio aC, o sítio foi ocupado por grupos semi-nómados ou sedentários, associados às comunidades da antiga Évora.

## Arquitetura
O sítio megalítico localiza-se numa área isolada de mata de uma planície.
O conjunto está posicionado longitudinalmente de oeste para leste, sendo composto por uma câmara poligonal central de aproximadamente 4 metros (13 pé)  de largura, com um corredor retangular de 10 metros (33 pé)  de comprimento.
Os volumes articulados estão orientados horizontalmente e cobertos independentemente em cada seção, com a câmara principal coberta por uma laje de granito e o corredor com elementos individuais. As paredes da câmara têm 6 metros (20 pé)  de altura, enquanto o corredor tem 180 centímetros (71 pol)  de altura. De grandes dimensões, o corredor ainda está intacto e em estado de conservação.